# Mariola Woźniak
Mariola Anna Woźniak (ur. 17 marca 1998 w Krakowie) – polska szachistka.

## Kariera szachowa
Wielokrotna uczestniczka finałów mistrzostw Polski juniorek w różnych kategoriach wiekowych, w szachach klasycznych, szybkich oraz błyskawicznych, w tym czterokrotna medalistka mistrzostw Polski juniorek w szachach klasycznych: trzykrotnie złota (Wisła 2010 – do 12 lat, Solina 2012 – MP do 14 lat, Szklarska Poręba 2016 – do 18 lat) oraz dwukrotnie srebrna (Szczyrk 2013 – MP do 16 lat, Karpacz 2015 – MP do 18 lat).
Wielokrotna reprezentantka Polski na mistrzostwach świata i Europy juniorek. W 2013 r. zdobyła w Budvie srebrny medal mistrzostw Europy do 16 lat. Również w 2013 r., na rozegranych w Al-Ajn mistrzostwach świata w tej samej kategorii wiekowej, zajęła IV miejsce. W 2014 r. zdobyła w Jassach brązowy medal drużynowych mistrzostw Europy juniorów do 18 lat.
W 2015 r. zadebiutowała w finale indywidualnych mistrzostw Polski kobiet, zajmując IV miejsce. W 2015 zdobyła srebrny medal (wspólnie z Oliwią Kiołbasą) w Drużynowych Mistrzostwach Europy Juniorek. W 2016 r. po raz drugi wystąpiła w finale mistrzostw Polski kobiet, ponownie zdobywając IV lokatę.
W 2016 roku reprezentowała Polskę na 42. Olimpiadzie Szachowej w Baku, gdzie wraz z drużyną zdobyła srebrny medal.
Najwyższy ranking w dotychczasowej karierze osiągnęła 1 października 2016 roku z wynikiem 2325 punktów FIDE.